# 김대우 (영화 감독)
김대우(1962년 ~ )는 대한민국의 시나리오 작가, 영화 감독, 제작자이다. 
한국외국어대학교 이태리어과를 졸업. 1991년 <슬픔에 찬 성모를 서 있었다> 시나리오로 공모전에 당선해 영화계에 데뷔. 멜로를 중심으로 다양한 작품을 발표하다가 2006년에 <음란서생>으로 데뷔, 그 해 한국영화평론가협회상과 백상예술대상의 신인감독상을 수상한다. 이후 다시 <방자전>의 각본/감독을 했다. 

## 학력
- 한국외국어대학교 이태리어과

### 영화
- 1993년 영화 《사랑하고 싶은 여자&결혼하고 싶은 여자》 ... 각본
- 1994년 영화 《결혼 이야기 2》 ... 각본
- 1994년 영화 《해적》 ... 각본
- 1996년 영화 《깡패 수업》 ... 각색
- 1997년 영화 《용병 이반》 ... 각본
- 1998년 영화 《정사》 ... 각본
- 1999년 영화 《송어》 ... 각본
- 2000년 영화 《반칙왕》 ... 각본
- 2002년 영화 《로드 무비》 ... 각본
- 2003년 영화 《스캔들: 조선남녀상열지사》 ... 각본
- 2006년 영화 《음란서생》 ... 각본&감독
- 2010년 영화 《방자전》 ... 각본&감독
- 2011년 영화 《우유시대》 ... 각본&감독
- 2014년 영화 《인간중독》 ... 각본&감독
- 2024년 영화 《히든 페이스》 ... 공동각색&감독

### 드라마
- TV방자전(2011) 기획

## 수상
- 2006년 제42회 백상예술대상 영화 신인감독상
- 2006년 제26회 한국영화평론가협회상 신인감독상
- 2006년 제26회 한국영화평론가협회상 각본상
- 2010년 제11회 부산영화평론가협회상 각본상 《옥희의 영화》